# エマ・リヴリー

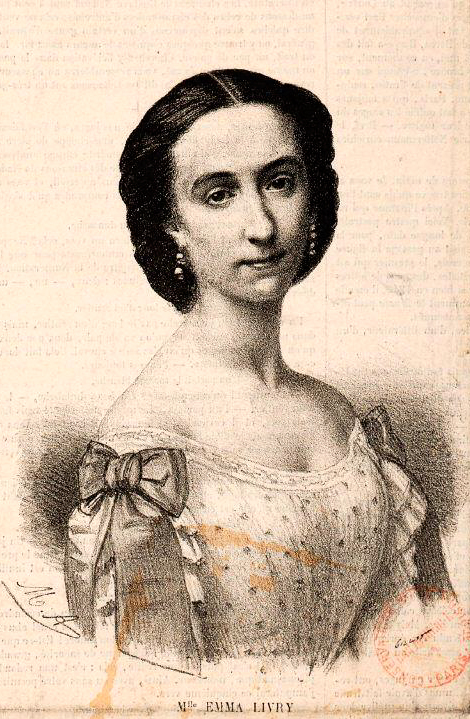
石版画に描かれたリヴリー（制作年不詳）

エマ・リヴリー（Emma Livry、1842年12月24日 - 1863年7月26日）は、フランスのバレエダンサーである。

## プロフィール
本名はエマ=マリー・エマロ （Emma-Marie Emarot）といい、1842年にパリで母セレスティーヌ（Célestine Emarot）と父シャルル・ド・シャシロン男爵（Charles de Chassiron）の間に非嫡出子として誕生した。
母はパリ･オペラ座のバレエダンサーで、リヴリーも幼いときからパリ･オペラ座バレエ学校の著名な教師マダム・ドミニク（Mme Dominique）のもとでバレエを学んだ。
実父の男爵は母子を見捨ててしまったが、母セレスティーヌは新たなパトロンのモンギヨン（Vicomte Ferdinand de Montguyon）の援助を受け、その後ろ盾によって1858年、リヴリーは15歳の時に 『ラ・シルフィード』 のシルフ役で舞台デビューを果たした。その才能は広く認められ、彼女にバレリーナとしての名声をもたらした。
モンギヨンは一世を風靡した名バレリーナ、マリー・タリオーニにリヴリーを紹介した。タリオーニはこの少女の才能に注目し、彼女の指導者となった。タリオーニはリヴリーに『パピヨン』（ジャック・オッフェンバック作曲、1860年）を振り付けた。この作品はタリオーニの唯一の振付作品でもある。

## 悲劇
1862年11月15日、バレリーナとしての才能を開花させていた彼女に悲劇が襲った。
新作オペラ『ポルティチの娘』のドレスリハーサル中に、ガス灯の炎が衣装に燃え移り、リヴリーは大火傷を負ってしまった。リヴリーは敗血症を起こしてしまい、8ヵ月後に死去した。モンギヨンが、彼女の最期を看取った。
リヴリーはモンマルトル墓地に埋葬された。なお、彼女が事故時に着ていた衣装の一部がオペラ座の博物館に保管されているという。

## その他
事故の起こった1862年頃には、既に衣装などへの防火処理法（薬液を浸透させて防火処置をする）が考案されていた。しかし、多くのバレリーナはチュチュが黄ばんで見た目がみすぼらしくなるためにこの方法を拒んでいたという。

## 関連書籍
- 薄井憲二 『バレエ千一夜』（新書館、1993年）

リヴリー及び同様の事故で落命したクララ・ウェブスターについての記述がある。
- 鈴木晶 『バレエ誕生』（新書館、2002年）

リヴリーの事故について触れている。